# 合流鄉
合流鄉（合流公社），是四川省鄰水縣曾经下辖的一个乡。

## 沿革[1]
- 1968年10月24日，合豐人民公社改稱合流人民公社。同時，經縣人武部黨委批准，合流人民公社革命委員會成立。1976年10月粉碎「四人幫」後，合流人民公社的行政組織機構仍然是革命委員會。1981年3月，縣委決定撤銷合流人民公社革委會，建立合流人民公社管理委員會，管委會設主任、副主任。1984年1月，根據中共中央體制改革要求，縣委又決定撤銷合流人民公社管委會，建立合流鄉人民政府。